# 신비한TV 서프라이즈
《신비한TV 서프라이즈》는 MBC TV에서 매주 일요일 오전 10시 40분에 방송되는 예능 프로그램이다.

## 기획 의도
우리 주변의 작고 사소한 사건에서부터 세계적인 사건들을 재연형식으로 재구성하며, 각종 소문에 대한 호기심과 진위를 소개하는 예능 프로그램이다.

## 역사
첫방송하고 초창기에서 전파를 탄 이래 현재까지도 방송되는 장수 프로그램으로 외국의 신비한 이야기를 재연하는 생소한 내용들도 재연하며, 또한 이 프로그램은 방송 사상 최초로 외국인 재연 배우들이 출연한 프로그램으로 화제를 모았다.
한편 이 프로그램은 놀랍고 신비한 이야기와 시대를 뛰어넘은 희대의 사건들보다 귀신, 영혼, 저주, 의문의 죽음, 끔직한 사건, 지나치게 성적인 소재 등을 주된 내용으로 했던 탓인지 경제정의실천시민연합(약칭 경실련) 미디어워치가 2002년 7월 선정한 나쁜 프로그램에 선정되는 불명예를 안아야 했다. 매주 목요일 양주 MBC 문화동산에서 촬영하고 있다.

## 방송 시간
| 방송 채널 | 방송 기간                           | 방송 시간                              |
| --------- | ----------------------------------- | -------------------------------------- |
| MBC TV    | 2002년 4월 7일 ~ 2009년 4월 26일    | 매주 일요일 오전 10시 50분 ~ 12시      |
| MBC TV    | 2009년 5월 3일 ~ 2010년 9월 26일    | 매주 일요일 오전 10시 45분 ~ 12시      |
| MBC TV    | 2010년 10월 10일 ~ 2012년 1월 29일  | 매주 일요일 오전 10시 45분 ~ 12시      |
| MBC TV    | 2012년 7월 29일 ~ 2012년 8월 5일    | 매주 일요일 오전 10시 45분 ~ 12시      |
| MBC TV    | 2014년 8월 24일 ~ 2015년 10월 11일  | 매주 일요일 오전 10시 45분 ~ 12시      |
| MBC TV    | 2015년 10월 25일 ~ 2015년 11월 22일 | 매주 일요일 오전 10시 45분 ~ 12시      |
| MBC TV    | 2015년 12월 6일 ~ 2016년 2월 21일   | 매주 일요일 오전 10시 45분 ~ 12시      |
| MBC TV    | 2020년 6월 14일                     | 매주 일요일 오전 10시 45분 ~ 12시      |
| MBC TV    | 2010년 10월 3일                     | 일요일 오전 10시 35분 ~ 11시 50분      |
| MBC TV    | 2012년 2월 5일 ~ 2012년 8월 12일    | 매주 일요일 오전 10시 40분 ~ 11시 55분 |
| MBC TV    | 2016년 2월 28일 ~ 2016년 4월 3일    | 매주 일요일 오전 10시 40분 ~ 11시 55분 |
| MBC TV    | 2020년 11월 1일 ~ 현재              | 매주 일요일 오전 10시 40분 ~ 11시 55분 |
| MBC TV    | 2012년 8월 19일 ~ 2014년 8월 17일   | 매주 일요일 오전 10시 35분 ~ 11시 50분 |
| MBC TV    | 2015년 11월 29일                    | 매주 일요일 오전 10시 35분 ~ 11시 50분 |
| MBC TV    | 2015년 10월 18일                    | 일요일 오전 10시 30분 ~ 11시 45분      |
| MBC TV    | 2016년 4월 10일                     | 일요일 오전 10시 30분 ~ 11시 50분      |
| MBC TV    | 2017년 10월 15일                    | 일요일 오전 10시 30분 ~ 11시 50분      |
| MBC TV    | 2016년 4월 17일 ~ 2017년 7월 9일    | 매주 일요일 오전 10시 35분 ~ 11시 55분 |
| MBC TV    | 2017년 12월 10일                    | 매주 일요일 오전 10시 35분 ~ 11시 55분 |
| MBC TV    | 2017년 7월 16일 ~ 2017년 9월 24일   | 매주 일요일 오전 10시 40분 ~ 12시      |
| MBC TV    | 2017년 10월 22일 ~ 2017년 12월 3일  | 매주 일요일 오전 10시 40분 ~ 12시      |
| MBC TV    | 2017년 12월 17일 ~ 2018년 3월 11일  | 매주 일요일 오전 10시 40분 ~ 12시      |
| MBC TV    | 2019년 4월 14일 ~ 2019년 7월 14일   | 매주 일요일 오전 10시 40분 ~ 12시      |
| MBC TV    | 2019년 8월 4일 ~ 2020년 6월 7일     | 매주 일요일 오전 10시 40분 ~ 12시      |
| MBC TV    | 2020년 6월 21일 ~ 2020년 10월 25일  | 매주 일요일 오전 10시 40분 ~ 12시      |
| MBC TV    | 2017년 10월 1일                     | 일요일 오전 10시 40분 ~ 12시 5분       |
| MBC TV    | 2017년 10월 8일                     | 일요일 오전 10시 50분 ~ 12시 10분      |
| MBC TV    | 2018년 3월 18일 ~ 2019년 4월 7일    | 매주 일요일 오전 10시 45분 ~ 12시 5분  |
| MBC TV    | 2019년 7월 21일                     | 일요일 오전 11시 10분 ~ 12시 30분      |

## 찐토리 MC
- 이수지 : 2020년 11월 1일 ~ 2021년 3월 7일 (939 ~ 957회)

## 출연진
- 가르시
- 가브리엘라
- 강민정
- 강보라
- 강성훈
- 강인아
- 강헌일
- 곽현 (구: 곽노현)
- 게리슨
- 고진명
- 공재원
- 구중림
- 구연희
- 그랙
- 김난영
- 김민진
- 김병모
- 김병철
- 김선은
- 김영희
- 김하영
- 김희라
- 내바다 로즈
- 노수정
- 대런
- 데니스
- 데니얼
- 데이브
- 데이빗
- 디아나
- 딘 다슨
- 라윤경
- 렉스
- 리자
- 리차드
- 마이클 로랄드
- 마이클 얀지
- 매튜 슬레이트
- 맥스
- 메기
- 바딤
- 박상철
- 박성준 (조연출)
- 박재현
- 박준기
- 박지영
- 방초록
- 변신호
- 보리스
- 보이드
- 봉두개
- 비욘
- 성눈아
- 故 세르게이
- 세르지오
- 샘 해밍턴
- 손윤상
- 스베따
- 시니샤
- 신종훈
- 신선영
- 아디
- 아만다
- 안나
- 안다영
- 안드레이
- 안젤리카
- 안형수
- 故 알렉스 (안경착용하신분)
- 알렉산더 쉐이킨 (아코디언 연주자)
- 알리즈데일
- 에무라
- 에린
- 故 여재구 (1970~2007)
- 염재욱
- 유병준
- 유승민
- 유인석
- 유재현
- 윤미향
- 윤태규
- 이가돈 (구 : 이정석)
- 이경철
- 이미선
- 이빛나
- 이상이 (구 : 이경미)
- 이성주
- 이스칸
- 이승훈
- 이수완 (구 : 이중성)
- 이연선
- 이영실
- 이은실
- 이정길
- 이주연
- 이재희 (아역배우)
- 일리아나
- 장경희
- 장윤정
- 장호준 (구 : 장대지)
- 제레미
- 제임스
- 전익령 (구 : 전예서)
- 정국빈
- 정승재
- 조민아
- 조선옥
- 조아라 (구: 장소라)
- 조재영 (바나나 멤버)
- 故 존 프랜시스 래드몬 (2018년 작고)
- 줌베
- 최무현
- 최석준
- 최성웅
- 최윤준
- 최진호
- 최효현
- 추민석 (아역배우)
- 테이버
- 티모시
- 코트니
- 켈런
- 폴
- 프란시스
- 홍승모
- 한가빈
- 故 한순례 (2005년 별세)
- 황성훈
- 홍승범
- 주은옥
- 펭수 (특별 출연)

## 코너

### 현재 코너
| 이름                     | 방영 기간                | 내용 |
| ------------------------ | ------------------------ | --- |
| 익스트림 서프라이즈      | 2002년 4월 7일 (1회)     | 본래 한 회당 2개가 방송되었으나 한 회당 3개가 방송되며, 역사적으로 널리 알려진 미스터리에 대해 추적한다. 514회 이후에는 한 회당 3가지를 방영하고 있다. 2007년 5월 6일(262회)방송분부터 익스트림 서프라이즈로 바뀌었다. 2007년 4월 29일(261회) 방송분 이전에는 익스트림 서프라이즈가 아닌 다른 이름이었다. 2020년 6월 14일부터 3편에서 2편으로 줄었다.                                                 |
| 아주 사(史)적인 리플레이 | 2022년 8월 7일 (1026회)  | 2023년 5월 7일에 빌런극장으로 나왔으며 빌런극장이 없을때만 방송한다. |
| 오!메이징 차트           | 2022년 8월 7일 (1026회)  | 한가지주제를 가지고 5위부터 공개를 한다. |
| 언빌리버블 스토리        | 2011년 3월 13일 (456회)  | True & True Story를 대체한 것이며 주로 언론 기사나 제보자의 사연으로 만들어지며 2011년 6월 19일 방송분까지 두 개 정도 나오다가 2020년 6월 7일까지 1개만 나오며 재연배우는 주로 한국인만 나온다는 것이 특징이다. 한때 아시아쪽만 다루다가 2020년 6월 14일부터 10월 25일까지 반전을 맞혀라로 2편으로 편성하여 동양과 서양으로 각각 방송하였지만 현재 다시 1개로 줄었으며, 아시아쪽만 다루면서 방영한다. |
| 빌런 극장                | 2023년 4월 20일 (1062회) | 세계적으로 유명한 범죄자에 대해 다룬다. 아주 사적인 리플레이와 번갈아가면서 방영중이며 재연 배우는 외국인만 출연하지만 동아시아 에피소드에는 한국인이 출연한다. |

### 과거 코너
| 이름                              | 방영 기간(시작일)                                                              | 종영일                                                                          | 내용 |
| --------------------------------- | ------------------------------------------------------------------------------ | ------------------------------------------------------------------------------- | --- |
| 두뇌강국 프로젝트                 | 2002년 4월 7일 (1회)                                                           | 2002년 4월 28일 (4회)                                                           | 첫 회부터 4회까지 1개월 동안 방영된 초창기 코너였으며, 출연자들이 주어진 미션을 수행하는 형식이었다. |
| 진실 혹은 거짓                    | 2002년 5월 5일 (5회)                                                           | 2010년 7월 25일 (425회)                                                         | 매주 2가지 이야기가 재연극 형식으로 소개되는데, 2가지 이야기 중 한개는 실제 근거가 있는 진실이고 나머지 1개는 작가들이 창작한 거짓이다. 2가지 이야기가 모두 방영될 때까지 무엇이 거짓인이야기인지는 공개하지 않다가, 프로그램의 말미에 각 이야기의 진위여부에 대해 알려준다. 예전에는 3가지 이야기에 2개가 진실, 1개가 거짓이었다가 2010년 1월부터 익스트림 서프라이즈가 3개로 늘어나면서 1개가 진실, 1개가 거짓인 2개로 감소했다. 동양권의 사연이 소개되는 이야기(홀수)의 대사는 한국인 재연배우가 모두 한국어 대사로, 서양권의 사연이 소개되는 이야기(짝수)의 대사는 외국인 재연배우가 영어 대사로 연기한다. 단 일본 이야기를 소개하는 이야기의 대사는 한국말이지만 신문기사, 현수막, 쪽지 등 모두 일본말로 사용하였다. 재연배우 이중성(개명전 이름 (현재의 이수완), 여재구(작고), 이정길(재연배우, 참고로 이정길은 한국방송 한국사 전에서 흥선대원군 이하응 역과 이하응이 저술한 글의 낭독을 모두 맡았다.), 스웨덴 출신 외국인 재연배우 비욘 등이 이 코너를 통해 유명해지며, 가수 장윤정은 가수로 데뷔하기 전에 이 코너의 재연배우로 잠시 활동한 적이 있다. |
| 서프라이즈 X-File                 | 2010년 11월 7일(440회)                                                         | 2010년 12월 26일 (445회)                                                        | 서프라이즈 역대 코너 중에서 가장 짧다. 방송 기간도 한 달 반 밖에 못 되었다. |
| True & True Story                 | 2010년 8월 1일(426회)                                                          | 2011년 3월 6일(455회)                                                           | 2010년 8월 1일부터 여름 개편과 함께 선보인 코너다. 기존의 진실 혹은 거짓에서 진실을 고르고 거짓을 고르는 코너인데. 이번에는 진실이야기를 극적으로 다루었다. 매주 2가지의 이야기가 방송된다. 연출 방식은 진실 혹은 거짓 방식과 같으며, 2011년 3월 13일부터 언빌리버블 스토리가 후속으로 방영된다. |
| Surprise VS                       | (Surprise VS):2011년 6월 26일(471회), (불멸의 라이벌):(2011년 10월 16일(487회) | (Surprise VS):2011년 10월 16일(487회)), (불멸의 라이벌:(2012년 1월 22일(501회)) | 주로 그인물의 맞수에 관한 내용이며 488회에서는 불멸의 라이벌로 바뀌었다. |
| 황당한 진실 이야기                | 2012년 1월 15일 (500회)                                                        | 2013년 2월 10일 (556회)                                                         | 2012년 1월 15일 방송분부터 나오고 있으며 그 다음회에는 세 편씩 나눠 방송하고 있다. 내용은 주로 거짓말같은 진실이야기가 나왔다. 2013년 2월 17일부터 Surprise Secret으로 대체되었다. |
| Surprise Secret                   | 2013년 2월 17일 (557회)                                                        | 2018년 3월 25일(807회)                                                          | 황당한 진실 이야기를 대체한 것이며 역사속에서 숨겨진 진실에 관한 내용으로 되어있다. |
| 세계의 서프라이즈                 | 2018년 4월 1일 (808회)                                                         | 2018년 7월 15일(822회)                                                          | 세계 각국의 이야기를 다루는 내용이다. 2018년 7월 22일부터 새롭게 밝혀진 이야기 서프라이즈X가 후속으로 방영된다. |
| 새롭게 밝혀진 이야기 서프라이즈 X | 2018년 7월 22일 (823회)                                                        | 2020년 1월 19일 (899회)                                                         | 새롭게 밝혀진 이야기를 다루는 내용이다. 2020년 1월 26일부터 도대체 왜 이런 일이? 서프라이즈Y가 후속으로 방영된다. |
| 도대체 왜 이런 일이? 서프라이즈 Y | 2020년 1월 26일 (900회)                                                        | 6월 7일(919회)                                                                  | 세계 각국의 희한한 이야기를 다루는 내용이다. 2020년 1월 26일부터 900회를 맞이하면서부터 처음 시작되었다. |
| 찐토리                            | 2020년 11월 1일 (939회)                                                        | 2021년 3월 7일(957회)                                                           | 각 인물들의 숨겨진 이야기를 다루며,이수지가 출연한다. 이 때문에 언빌리버블 스토리는 반전을 맞혀라를 빼고 한편으로 줄었다. |
| 서프라이즈 알고리즘               | 2021년 3월 14일 (958회)                                                        | 2022년 7월 31일 (1025회)                                                        | 역사 속 인물과 사건 들의 숨겨진 이야기를 다루며 찐토리에서 이름이 변경되었다. |
| 서프라이즈 픽                     | 2020년 6월 14일(920회)                                                         | 2022년 7월 31일 (1025회)                                                        | 세개의 사진을 가지고 사연을 읽어주는 코너로 초반에는 김하영이 출연하였다. |

## 화제
신비한 TV 서프라이즈를 통해 알려진 역사적 미스테리 중 대중을 자극한 일부는 언론 등에 소개되며, 익스트림 서프라이즈 코너에서 방영된 후 실시간 검색어에 오르는 등 큰 화제를 불러일으켰다.
- 2009년 6월 28일에 방영된 '2003QQ47'이라는 소행성의 궤도와 지구의 궤도를 살펴봤을 때 "행성충돌이 더 이상 영화 속 이야기가 아니라 소행성충돌로 인해 지구가 멸망할 수 있다"고 경고하는 과학자들을 소개했다. 지름 1km의 '2003QQ47'이라는 소행성은 현재 지구를 향해 초속 32km로 다가오고 있으며, 2014년에 지구와 충돌하게 된다고 추정하려고 했고, 소행성 충돌에 따른 위력은 35만메가톤에 달할 것으로 보고 있었으나, 일어나지 않았다.
- 2009년 9월 6일에 방영된 3600년 주기로 공전하는 행성 '니비루(행성X)'가 타원형을 그리며, 지구로 다가와 2012년에 치명적인 해를 끼칠 것이라는 주장이 나왔으나, 마야력은 기원전 3114년 8월 시작해, 기원후 2012년 12월 23일에 끝난다고 되어 있어 지구 종말을 암시하고 있다. 고대 마야제국의 6개 태양 전설에 따르면 마야인은 4번째 태양이 없어지자 멸망했고, 지구는 6번째 태양이 사라지는 날 종말을 본다고 한다. 이에 마야력 종말론자들은 노스트라다무스의 예언을 재해석 하는 등 다양한 방면의 분석을 시도해 1999년이 아니라 2012년이 종말의 해라고 주장하였다. 이에 따라서 과학 종말론자들 역시 2012년 종말론에 힘을 실어주고 있지만 예언이나 기록을 믿고 있는 종말론자와는 그 견해가 약간 다르며, 태양계의 감춰진 행성X가 2012년 지구와 충돌할 거라는 '천문학적' 예측과 함께 미국 항공우주국(NASA)이 2012년 초강력 태양폭풍이 발생한다고 했다는 주장도 제기되고 있었으나, 일어나지 않았다.

## 기타
- 방송 초창기에서 2002년 4월 7일부터 매주 일요일 오전 10시 50분에 방송되었는데 당시 높은 시청률로 엄청난 인기를 누렸다.
- 외국인 재연 배우가 하는 언어는 영어, 프랑스어, 러시아어 등이며, 가끔 한국인 재연 배우가 중국어와 일본어를 연기하기도 한다.
- 2002년 5월 5일부터 2009년 1월 25일까지 스튜디오에서 진행자들이 (메인 MC는 김용만, 김원희) 어떤 이야기가 거짓인지를 토론하는 스튜디오 녹화분이 있었으나 제작비 절감 차원에서 2009년 2월 1일부터 스튜디오 녹화분이 없어졌는데 김원희 하차 후에는 한지혜, 윤은혜, 안혜경, 정려원, 박혜원, 서지영, 한영, 서현진 등이 보조 MC로 참여하였다.
- 2010년 8월 1일부터 새로 신설된 코너인 True & True Story는 기존 코너였던 '진실 혹은 거짓'의 극적인 재미를 그대로 살린 진실 이야기로만 꾸며졌으며, 2011년 3월 6일까지 방송되었다.[6]
- 2011년 2월 13일 방송분은 15세 이상 시청가로 방송되었다.
- 2011년 3월 13일부터 True & True Story가 언빌리버블 스토리 코너로 바뀌었다.
- 2011년 10월 23일부터 2012년 1월 22일까지 불멸의 라이벌이라는 코너가 존재하였다.
- 다시보기는 유료로 제공되며, 300회(2008년 1월 27일), 460회(2011년 4월 10일), 467회(2011년 5월 29일), 476회(2011년 8월 14일) 방송분과 2003년 3월 이전 방송분을 제외한 모든 방송분은 VOD서비스가 제공된다.
- 영화 스위치에서 재연 배우에 오정세 나온 적이 있다.

## 결방
- 2002년 7월 28일 : 2002 메이저 리그 베이스볼 중계방송으로 인한 결방.
- 2002년 10월 20일 : MBC 조선일보 춘천 마라톤 대회 중계방송으로 인한 결방.
- 2006년 3월 19일 : 2006 월드 베이스볼 클래식 《대한민국 VS 일본》 중계방송으로 인한 결방.
- 2006년 7월 9일 : 2006 독일 FIFA 월드컵 3·4위전 재방송으로 인한 결방.
- 2008년 8월 10일 ~ 2008년 8월 24일 : 2008 베이징 하계 올림픽 중계방송으로 인한 결방.
- 2009년 3월 1일 : 제90주년 3·1절 기념식 편성으로 인한 결방.
- 2010년 2월 14일 : 설날특선영화 적벽대전 2: 최후의 결전 편성으로 인한 결방.
- 2010년 11월 14일 ~ 2010년 11월 21일 : 2010 광저우 아시안 게임 중계방송으로 인한 결방.
- 2013년 4월 14일 : 2013 메이저 리그 베이스볼 중계방송으로 인한 결방.
- 2013년 5월 12일 : 2013 메이저 리그 베이스볼 중계방송으로 인한 결방.
- 2013년 7월 28일 : 2013 메이저 리그 베이스볼 중계방송으로 인한 결방.
- 2014년 1월 26일 : 대한민국 국가대표팀 축구 친선경기 중계방송으로 인한 결방.
- 2014년 3월 23일 : 2014 메이저 리그 베이스볼 중계방송으로 인한 결방.
- 2014년 4월 20일 : 세월호 침몰 사고 여파 관련 뉴스특보 편성으로 인한 결방.
- 2014년 6월 1일 : 2014 메이저 리그 베이스볼 중계방송으로 인한 결방.
- 2014년 6월 15일 : 2014 브라질 FIFA 월드컵 중계방송으로 인한 결방.
- 2014년 8월 3일 : 2014 메이저 리그 베이스볼 중계방송으로 인한 결방.
- 2014년 9월 7일 : 2014 메이저 리그 베이스볼 중계방송으로 인한 결방.
- 2014년 9월 28일 : 2014 인천 아시안 게임 중계방송으로 인한 결방.
- 2016년 2월 7일 : 북한 미사일 발사 관련 뉴스특보 편성으로 인한 결방.
- 2016년 11월 20일 : 최순실 관련 뉴스특보 편성으로 인한 결방.
- 2017년 8월 13일 : 2017 메이저 리그 베이스볼 중계방송으로 인한 결방.
- 2018년 2월 11일 : 2018 평창 동계 올림픽 중계방송으로 인한 결방.
- 2018년 2월 25일 : 2018 평창 동계 올림픽 중계방송으로 인한 결방.
- 2018년 4월 22일 : 2018 메이저 리그 베이스볼 중계방송으로 인한 결방.
- 2019년 5월 26일 : 2019 메이저 리그 베이스볼 중계방송으로 인한 결방.
- 2019년 6월 30일 : 한미정상회담 편성으로 인한 결방에 따라 황금어장 라디오스타 스페셜로 대체.
- 2020년 8월 23일 : 2020 메이저 리그 베이스볼 중계방송으로 인한 결방.
- 2021년 7월 25일 ~ 2021년 8월 1일 : 2020 도쿄 하계 올림픽 중계방송으로 인한 결방.
- 2022년 2월 6일 ~ 2022년 2월 20일 : 2022 베이징 동계 올림픽 중계방송으로 인한 결방.
- 2022년 10월 30일 : 이태원 압사 사고 여파 관련 뉴스특보 편성으로 인한 결방.
- 2023년 3월 12일 : 2023 월드 베이스볼 클래식 《대한민국 VS 체코》 중계방송으로 인한 결방.
- 2023년 9월 24일 ~ 2023년 10월 1일 : 2022 항저우 아시안 게임 중계방송으로 인한 결방.
- 2024년 5월 5일 : 2024 어린이에게 새생명을 편성으로 인한 결방.
- 2024년 12월 8일: 비상 계엄령 관련 뉴스특보 편성으로 인한 결방.
- 2024년 12월 29일 : 무안공항 여객기 사고 뉴스특보 편성으로 인한 결방
- 2025년 2월 9일 : 2025 하얼빈 아시안 게임 중계 방송으로 인한 결방
- 2025년 5월 18일 : 5.18 특집 다큐멘터리 그가 죽었다 (광주M) 편성으로 인한 결방

## 같이 보기
관련 항목
- 미스터리
- MBC일산드림센터

방송 프로그램
- 심야괴담회 (MBC TV)
- 백만불 미스터리 (SBS TV)
- 세계 다크투어 (JTBC)
- 천 개의 비밀 어메이징 스토리 (채널A)
- 차트를 달리는 남자 (KBS Joy)